# Barrage de Houay Ho
Le barrage de Houay Ho est un barrage en enrochements construit de 1993 à 1999 au Laos, sur le plateau des Bolovens. Construit pour produire de l'hydroélectricité, il a une puissance de 152,1 MW et sa production sert majoritairement aux besoins électriques de la Thaïlande.

## Géographie
Le barrage est situé sur la partie orientale du plateau des Bolovens, dans un bassin versant d'environ 192 kilomètres carrés, où la pluviométrie annuelle moyenne est de 2 300 millimètres. Le rebord de ce plateau, à la limite des provinces de Champassak et Attapeu, domine d'environ huit cent mètres la plaine alluviale de la Se Kong (vi), gros affluent de rive gauche du Mékong. De ce fait, bien que le barrage soit construit à l'ouest du lac, du côté de la pente naturelle du cours d'eau, la prise d'eau vers la centrale électrique est située du côté oriental, par un tunnel de 3 540 mètres de longueur qui permet une chute de 775,5 mètres,.

## Histoire
La construction de ce barrage, ainsi que d'autres ouvrages situés sur le plateau des Boloven, s'inscrit dans un plan de développement du Laos, dans le but de faire de ce pays la « batterie de l'Asie » en développant en 2030 une capacité d'export de 20 gigawatts,. En l'occurrence, il s'agit du dernier barrage faisant partie de l'accord ferme d'achat signé entre le Laos et la Thaïlande,.

### Financement
Le barrage est construit et géré par la société Houay Ho Power Company. Celle-ci est fondée par trois entités, actionnaires dans des proportions diverses. Mais cet actionnariat évolue au fil du temps du fait de la crise financière affectant Daewoo, son principal actionnaire initial.
| Entreprise                    | Pourcentage durant la construction | Pourcentage durant l'exploitation |
| ----------------------------- | ---------------------------------- | --------------------------------- |
| Électricité du Laos           | 20 %                               | 20 %                              |
| Daewoo                        | 60 %                               | /                                 |
| Glow Energy (en)              | /                                  | 67.25 %                           |
| Loxley Public Company Limited | 20 %                               | /                                 |
| Wha Energy                    | /                                  | 12.75 %,.                         |

### Construction
La construction du barrage dure de 1993 à 1999.

### Inauguration
Les essais de transmission sont effectués en juillet 1999 et l'ouvrage est inauguré le 3 septembre 1999

## Missions et caractéristiques techniques du barrage

### Ouvrage
Le barrage est un ouvrage en remblai haut de 79 mètres et d'un volume total de 1,11 million de mètres cubes.

### Centrale hydroélectrique
La centrale hydroélectrique située au pied de l'escarpement oriental du plateau compte deux turbines Pelton de 75 MW ainsi qu'une plus petite de 2,1 MW qui sert aux besoins locaux. Les conduites permettent le turbinage de 22 mètres cubes par seconde au maximum. Les 150 MW produits par les deux turbines principales sont transportés vers le poste-frontière thaïlandais par deux lignes à haute tension de 230 kV. La production annuelle moyenne de la centrale s'élève à 450 GWh,.

### Lac de réservoir
Le lac de réservoir collecte un bassin versant de 192 km² et mesure 37 kilomètres carrés. Le volume de ce lac est de 526 millions de mètres cubes au maximum de capacité ; l'altitude du plan d'eau est alors de 883 mètres au-dessus du niveau de la mer. À son point le plus bas, la retenue affiche une cote de 861 mètres.

## Controverses
La construction et surtout la mise en eau du barrage provoque des controverses liées au déplacement des populations locales. Sitôt le projet de barrages arrêtés, la zone est classée en « forêt interdite » pour les paysans, essentiellement de l'ethnie Nya Hon, qui y demeurent ; leur transfert est organisé en direction de la partie occidentale du plateau. Les lieux alloués comprennent des maisons construites à cette occasion mais qui se révèlent d'une qualité médiocre, des terres agricoles de surface très réduite et peu fertiles en regards des parcelles abandonnées, ainsi qu'une promesse non tenue d'approvisionnement en nourriture et en eau. La moitié des déplacés souhaite en 2003 retourner dans leur village d'origine. En outre, l'impossibilité pour les paysans, dans les conditions offertes, de subvenir à leurs besoins, les contraint à s'embaucher comme journaliers dans des plantations privées.